# Сива борода
«Сива борода»  (англ. «Greybeard») — постапокаліптичний науково-фантастичний роман англійського письменника Браяна Олдіса, вперше опублікований у 1964 році. Роман описує майбутнє спустошення людей у світі, де залишилося переважно лише старече бездітне населення. 

## Зміст
Минули десятиліття після майже повної стерилізації населення Землі, коли у 1980-х роках в результаті невдалих випробувань ядерних бомб, проведених на орбіті Землі. Практично всі люди на Землі втратили здатність народжувати дітей. Населення переважно складають сивобороді старці та жінки похилого віку. І з тих пір людське населення світу старіє і вмирає, не в змозі плодоносити і розмножуватися. Цивілізація швидко згасає.  Рослини та окремі види тварин розмножилися та захоплюють колись людській життєвий простір, водойми заливають міста. У сільській місцевості природа повернулася до себе, зосередивши людей, що залишилися, в ізольованих групах. Міста, що ще існують, повільно занепадають. В останніх університетах панують сивочолі «студенти», в деяких місцинах шарлатани-лікарі на кшталт зображеного в романі чоловіка на ім'я Кролик Джингаданджелоу торгують «безсмертям» чи створюють культи. Періодично виникають міжнародні та громадські військові конфлікти, що подекуди припиняються епідеміями. В окремих регіонах протягом певного часу панують диктаторські режими на кшталт режиму генерала Краучера у Південній Англії. Нечисельні діти переважно народжуються з мутаціями чи слабкі, на них полюють організації, спрямовані на порятунок людської популяції. Більшість зібраних дітей гинуть у місцях збору в результаті «війн за дітей». Інші —— змалку ховаються в лісах, перетворюючись в соціальному плані на звіроподібних істот, що не сприймають себе частиною людства. Натомість поступово вимираюче старече населення розповідає про них легенди, вважаючи цих «дітей лісу» «ельфами» чи «гномами».
Історія в основному розповідається очима Олджернона "Олджи" Тімберлейна (псевдонім — Сива борода), колишнього співробітника міжнародної організації зі збору даних про останні десятиліття людства (ДВСІ), та його дружини Марти, однієї з наймолодших подружніх пар серед Землі, незважаючи на їх передпенсійний вік. Роман описує події навколо 2029 року, події теперішнього часу змінюються спогадами головного героя.
За словами Джона Говарда «У "Сивій бороді"  Олдіс перетворює свій людський світ, що розпадається у сутінках, на місце дикої краси та бурхливого життя, навіть як більшість людства живе життям тихого відчаю в умовах Томаса Гарді». На думку критика «багато в чому долина Темзи є такою ж частиною історії, як і будь-який із персонажів; це, звичайно, більше, ніж просто обстановка пейзажу. Що запам'ятовується в пам’яті - це постійне плавання по річці, ритм сезонів, що свідчать про те, що життя триває, і людство все ще має підстави для надії.» Подорож Темзою також викликає в автора рецензії аналогію з романом "Три чоловіки в човні, не рахуючи пса", з її моментами людського тепла і цінностей, проте на фоні плинного часу, що невпинно збігає, і практично без комедійних аспектів, притаманних книзі Джерома.

## Історія публікації
З часу своєї першої публікації Faber & Faber та Harcourt, Brace and World у 1964 році вона мала численні перевидання. Роман перекладено численними мовами, зокрема: румунською, норвезькою, японською, голландською, шведською, словенською, польською, угорською, португальською, чеською, данською, Іспанською, німецькою, французькою та російською.  Він був включений у серію перевидання наукової фантастики Gollancz, SF Masterworks.

## Відзнаки
Найавторитетнішим шотландським критиком-фантастикознавцем та редактором «Інтерзони» Дейвідом Прінґлом роман включено до переліку 100 найкращих англомовних науково-фантастичних романів за період з 1949 по 1984 рік (1985).